# Lekkoatletyka na Letnich Igrzyskach Olimpijskich 1908 – rzut oszczepem mężczyzn
Rzut oszczepem był jedną z konkurencji lekkoatletycznych na Letnich Igrzyskach Olimpijskich 1908 w Londynie odbyła się w dniu 17 lipca 1908. Uczestniczyło 16 zawodników z 6 krajów.

## Rekordy
Rekordy świata i olimpijskie przed rozegraniem konkurencji. Rekord ten został ustanowiony w rzucie oszczepem w stylu wolnym.
| Rekord świata     | 54,44 m(*) | Eric Lemming | Londyn (GBR) | 15 lipca 1908 |
| Rekord olimpijski | 54,44 m(*) | Eric Lemming | Londyn (GBR) | 15 lipca 1908 |

(*) - nieoficjalny

## Wyniki
| Miejsce | Zawodnik          | Państwo              | Rezultat   |
| ------- | ----------------- | -------------------- | ---------- |
| 1       | Eric Lemming      | Szwecja              | 54,83 m WR |
| 2       | Arne Halse        | Norwegia             | 50,57 m    |
| 3       | Otto Nilsson      | Szwecja              | 47,11 m    |
| 4       | Aarne Salovaara   | Wlk. Ks. Finlandii   | 45,89 m    |
| 5       | Armas Pesonen     | Wlk. Ks. Finlandii   | 45,18 m    |
| 6       | Juho Halme        | Wlk. Ks. Finlandii   | 44,96 m    |
| 7       | Jalmari Sauli     | Wlk. Ks. Finlandii   | b.d        |
| 8-16    | Carl Bechler      | Cesarstwo Niemieckie | b.d        |
| 8-16    | Evert Jakobsson   | Wlk. Ks. Finlandii   | b.d        |
| 8-16    | Jarl Jakobsson    | Wlk. Ks. Finlandii   | b.d        |
| 8-16    | John Johansen     | Norwegia             | b.d        |
| 8-16    | Henry Leeke       | Wielka Brytania      | b.d        |
| 8-16    | Ernest May        | Wielka Brytania      | b.d        |
| 8-16    | Jimmy Tremeer     | Wielka Brytania      | b.d        |
| 8-16    | Hugo Wieslander   | Szwecja              | b.d        |
| 8-16    | Charalambos Zuras | Grecja               | b.d        |